# 734. pehotni polk (Wehrmacht)
Za druge 734. polke glejte 734. polk.
734. pehotni polk (izvirno nemško Infanterie-Regiment 734) je bil eden izmed pehotnih polkov v sestavi redne nemške kopenske vojske med drugo svetovno vojno.

## Zgodovina
Polk je bil ustanovljen 15. aprila 1941 kot polk 15. vala na področju WK IV iz nadomestnih enot za potrebe zasedbenih nalog v Srbiji; polk je bil dodeljen 704. pehotni diviziji.
15. oktobra 1942 je bil polk preimenovan v 734. grenadirski polk.